# Agapituskirche (Friolzheim)

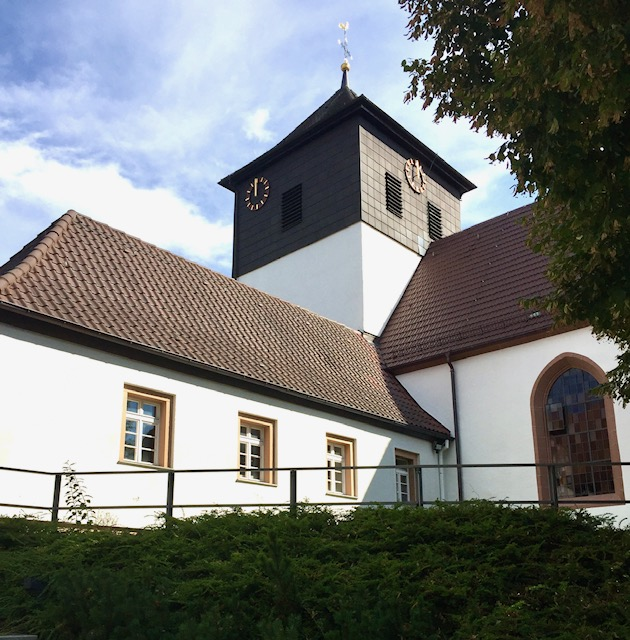
Agapituskirche Friolzheim

Die evangelische Agapituskirche in Friolzheim im Enzkreis in Baden-Württemberg ist eine mittelalterliche Wehrkirche mit Chorturm. An der Kirche sind verschiedene Baustile zu erkennen.

## Geschichte

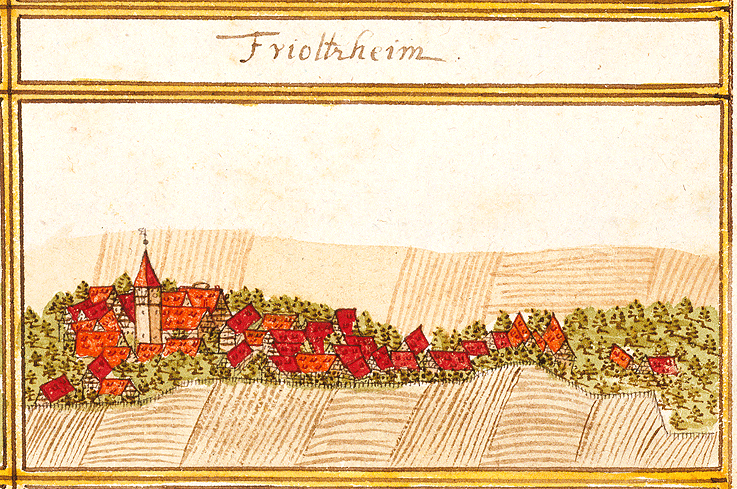
Die Agapituskirche auf der Ansicht von Friolzheim 1683/1685 im Kieserschen Forstlagerbuch

Vermutlich um 800 wurde in Friolzheim die erste Kirche bzw. Kapelle gebaut, die wie die Gemeinde zum Bistum Speyer gehörte. Sie war Urzelle der heutigen Kirche, die an selber Stelle erbaut wurde. 1120 wurde sie erstmals in einer päpstlichen Urkunde erwähnt, welche die Schenkung an das Kloster Hirsau bestätigt. Das Patronatsrecht in Friolzheim lag somit beim Kloster Hirsau. 1439 gelangt Friolzheim in Besitz des Markgrafen von Baden, welcher den Chor der Kirche umgestalten ließ. Wohl Ende des 15. Jahrhunderts wurde die Kirche zu Ehren des heiligen Agapitus geweiht. Um 1520 wird das Kirchenschiff verbreitert und verlängert. Nach der Reformation in Württemberg 1534 wurde 1535 die letzte katholische Messe in der Kirche gelesen und 1542 der erste evangelische Gottesdienst in Friolzheim gefeiert.
Die Kirche St. Maria Magdalena in Tiefenbronn war bis 1452 eine Filialkirche der Friolzheimer Pfarrkirche.

## Baustil
Ursprünglich im romanischen Stil erbaut, wurde die Kirche im 15. Jahrhundert im gotischen Stil umgestaltet. Einschneidende Veränderungen am Gebäude wurden im 20. Jahrhundert vorgenommen. 1938 wurde die Sakristei zum Kirchsaal ausgebaut. 1967/1968 wurde das Kirchenschiff verlängert und der Zugang zum Haupteingang an der Westseite durch den Bau einer großen Freitreppe vom Marktplatz ermöglicht.
Die jüngsten Außen- und Innensanierungen fanden 2016–2018 statt. Hierbei wurden auch der Kirchhof und die Außenanlagen umfassend umgestaltet.

## Beschreibung
Turm und Chor

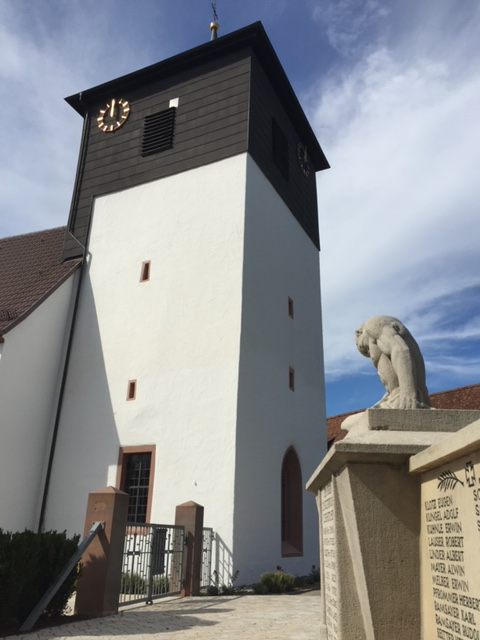
Süd-Ost-Ansicht Kirchturm

Die geostete Chorturmanlage stammt teilweise aus romanischer Zeit. Der viereckige Chorraum selbst ist gotisch. Der Schlussstein im Chorgewölbe trägt das badische Wappen. Nach diesem Wappen im Chor zu schließen, wurde Mitte des 15. Jahrhunderts (1439–1461) der Chorraum umgestaltet. Weihkreuze und eine Nische für das Sakramentshäuschen zeugen von der Zeit als in der Kirche noch katholische Messen gefeiert wurden. Mittig im Chorbogen befindet sich der Altar. Das zentrale Chorfenster wurde 1968 vom Kunstmaler Sepp Vees gestaltet.
Der massive, 24 Meter hohe Turm ist der älteste Teil der Kirche. Der Helm hat heute eine Höhe von 5 Metern, Kreuz und Hahn zusammen 3 Meter. Die Schießscharten und 1–1,3 m dicken Mauern weißen auf die frühere Nutzung als Wehrturm, welcher Mittelpunkt einer Wehranlage war. 1970 wurden unter dem Turmhelm Eternitplatten angebracht. Die Zifferblätter der Turmuhr sind an der Süd- und Nordseite links, der Ostseite rechts und nach Westen zum Marktplatz mittig angebracht.
Schiff

Das Kirchenschiff mit Satteldach stammt ursprünglich aus dem des 15. Jahrhunderts und wurde in der Folgezeit mehrmals verändert. 1522 wird die Verbreiterung und Verlängerung unter dem Nürtinger Baumeister Jakob Höß und Hans Wunderer aus Pfaffenhofen abgeschlossen. 1967 wurde das Schiff um 5,5 m erweitert, sowie die Außentreppe zur Empore nach innen verlegt. Im Zuge der Umbauten und Renovierung wurde die ohnehin nüchtern gehaltene Innenausstattung grundlegend dem Zeitgeist entsprechend modernisiert. Die Südempore und Hochkanzel an der Nordseite wurde abgerissen, der Taufstein versetzt. Kanzel und Orgel wurden erneuert und spiegelten in Material und Form die Kassettendecke wider. Bei der Sanierung 2018 wurden die Orgelpfeifen entfernt, die Orgel durch eine elektronische ersetzt.

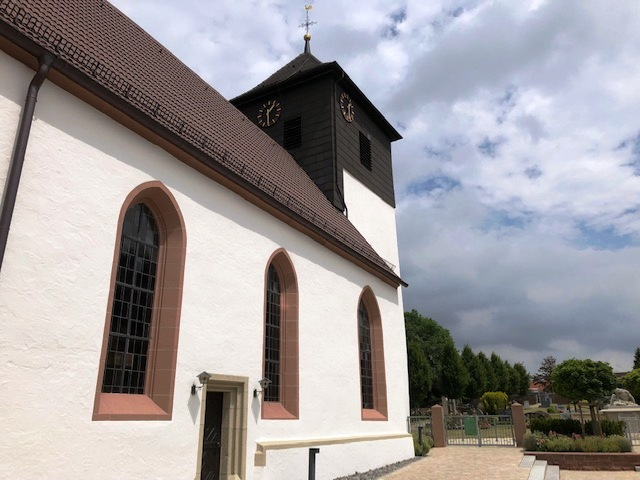
Ansicht Südseite und Kirchhof
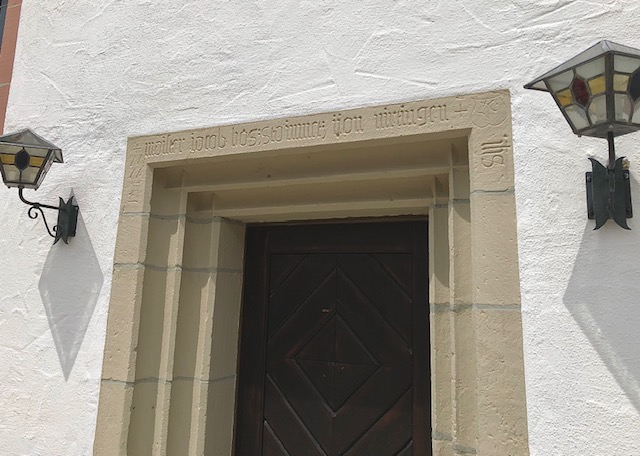
Baumeister-Inschrift über dem Südportal

Glocken
Die Kirche verfügt über ein 3-Glocken-Geläut. Lediglich die Kreuzglocke verblieb seit der Aufhängung 1511 im Glockenstuhl.
- Kreuzglocke von 1511: 275 kg; Tonlage des″; Bernhart Lachamann, Heilbronn.
- Betglocke von 1773: 500 kg; Tonlage B′; Samuel Mezger, Heilbronn. Die Glocke wurde 1953 von der Gemeinde Bonfeld gekauft.
- Taufglocke von 1697: 179 kg; Tonlage es; Absalon Wittwerk, Danzig. Seit 1952 Leihglocke aus der ehemals deutschen Laurentiuskirche in Heinrichsdorf, heute Polen.

Alle drei Glocken wurden 1996 runderneuert und die Glocken- und Läuteanlage renoviert.

### Galerie

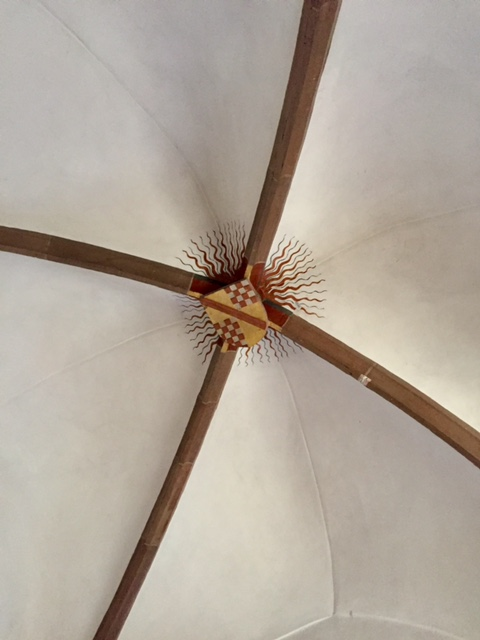
Wappen der Markgrafen von Baden
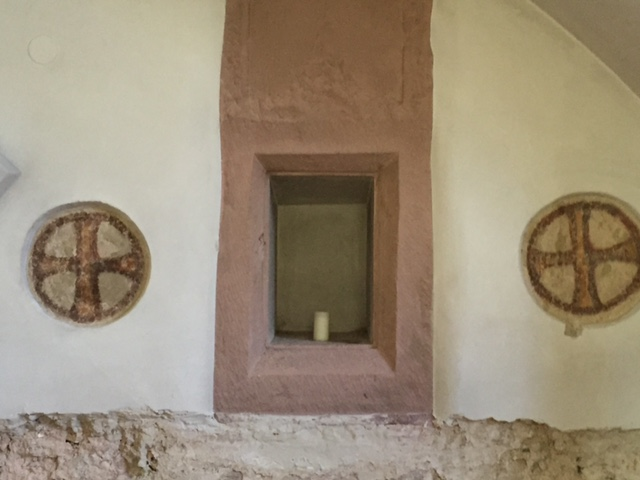
Weihkreuze im Chorraum
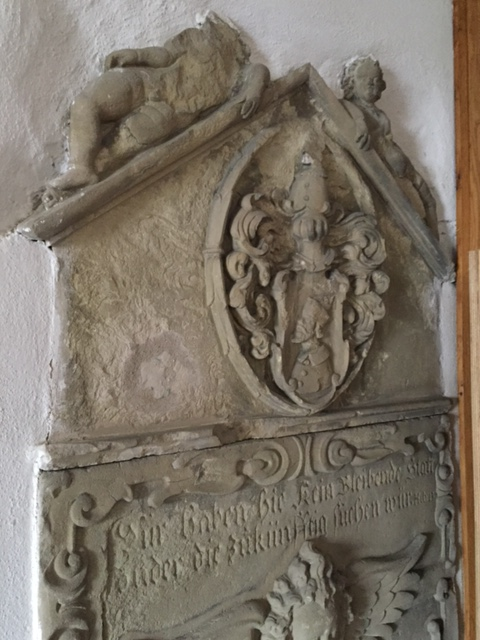
Grabplatte Pfr. Mareus Wild von 1626
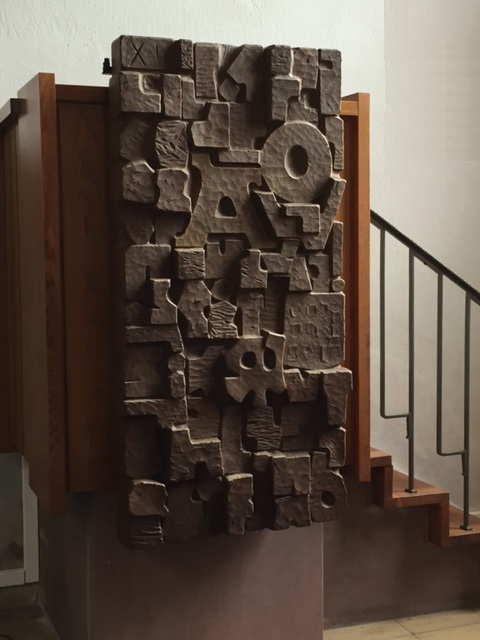
Kanzel von 1968
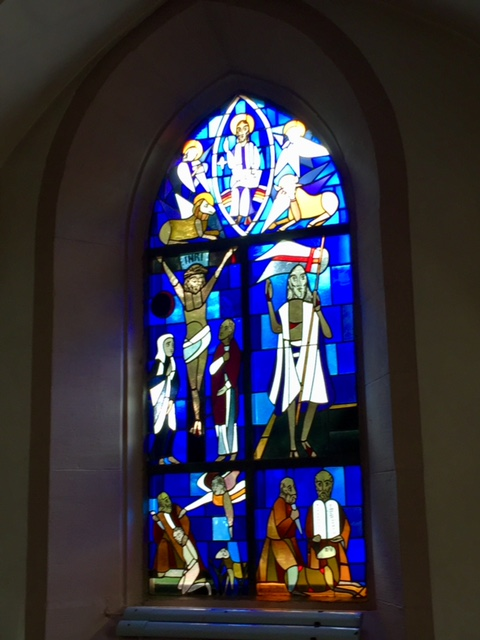
Zentrales Chorfenster